# NGC 7836
NGC 7836 je nepravilna ali spiralna galaksija, ki se od nas nahaja okoli 260 milijon svetlobnih let stran v ozvezdju Andromeda. 20. septembra 1885 jo je odkril astronom Lewis Swift.
NGC 7836 je članica skupine NGC 7831 in je del Nadjate Perzej-Ribi.